# Man on the Line
Man on the Line — студийный альбом Криса де Бурга вышел в 1984 году на лейбле A&M Records.
В чартах альбом поднялся до 69-го места в США, до 11-го в Великобритании.

## Об альбоме
Под псевдонимом «Man on the Line», Крис Де Бург общается на своём сайте с поклонниками.
Из интервью Криса де Бурга:
— Если уж мы упомянули «Moonlight & Vodka», то расскажите нам настоящую историю этой песни…
Честно говоря, я уже и не помню,  почему я написал эту песню. Наверное, потому что я всегда был большим поклонником американского композитора Рэнди Ньюмана. В этой песне есть отголоски его музыки. Я написал «Moonlight & Vodka» в 1984 году, когда все ещё шла холодная война, и это было задолго до моей первой поездки в Россию. Я просто представил себе американского агента в Москве, сидящего в баре, такого несчастного и одинокого. Он заплатил музыкантам, чтобы они сыграли что-нибудь приятное, так как он чувствует себя очень угрюмо и печально, вспоминая свой дом в Лос-Анджелесе. И он видит танцующую девушку в баре, которая улыбается ему. И думает, что она может быть агентом КГБ. Эта песня всего лишь шутка….

## Список композиций
| №                   | Название                                   | Длительность |
| ------------------- | ------------------------------------------ | ------------ |
| 1.                  | «The Ecstasy of Flight (I Love the Night)» | 4:01         |
| 2.                  | «Sight and Touch»                          | 3:14         |
| 3.                  | «Taking It to the Top»                     | 4:00         |
| 4.                  | «The Head and the Heart»                   | 3:59         |
| 5.                  | «The Sound of a Gun»                       | 4:29         |
| 6.                  | «High on Emotion»                          | 4:26         |
| 7.                  | «Much More Than This»                      | 2:57         |
| 8.                  | «Man on the Line»                          | 4:25         |
| 9.                  | «Moonlight and Vodka»                      | 3:39         |
| 10.                 | «Transmission Ends»                        | 5:59         |
| Общая длительность: | Общая длительность:                        | 41:04        |

## Участники записи
- Крис де Бург — гитара, вокал
- Тина Тернер — вокал (5)
- Руперт Хайн — синтезатор, вокал, оркестровые аранжировки
- Джон Гиблин — бас (3)
- Говард Джонс — фортепиано (4)
- Ян Кодзима — синтезатор, гитара, саксофон
- Эл Марни — бас-гитара, вокал
- Дэнни МакБрайд — гитара
- Тревор Мораиш — ударные (5)
- Гленн Морроу — синтезатор
- Фил Палмер — гитара
- Джефф Филлипс — ударные, перкуссия, дополнительные ударные (10)
- Стивен В. Тайлер — инженер

## Чарты
| Чарт (1984)            | Место |
| ---------------------- | ----- |
| Austrian Albums Chart  | 9     |
| Dutch Albums Chart     | 46    |
| Norwegian Albums Chart | 6     |
| Swiss Albums Chart     | 1     |
| Swedish Albums Chart   | 12    |